# Walter Schubart

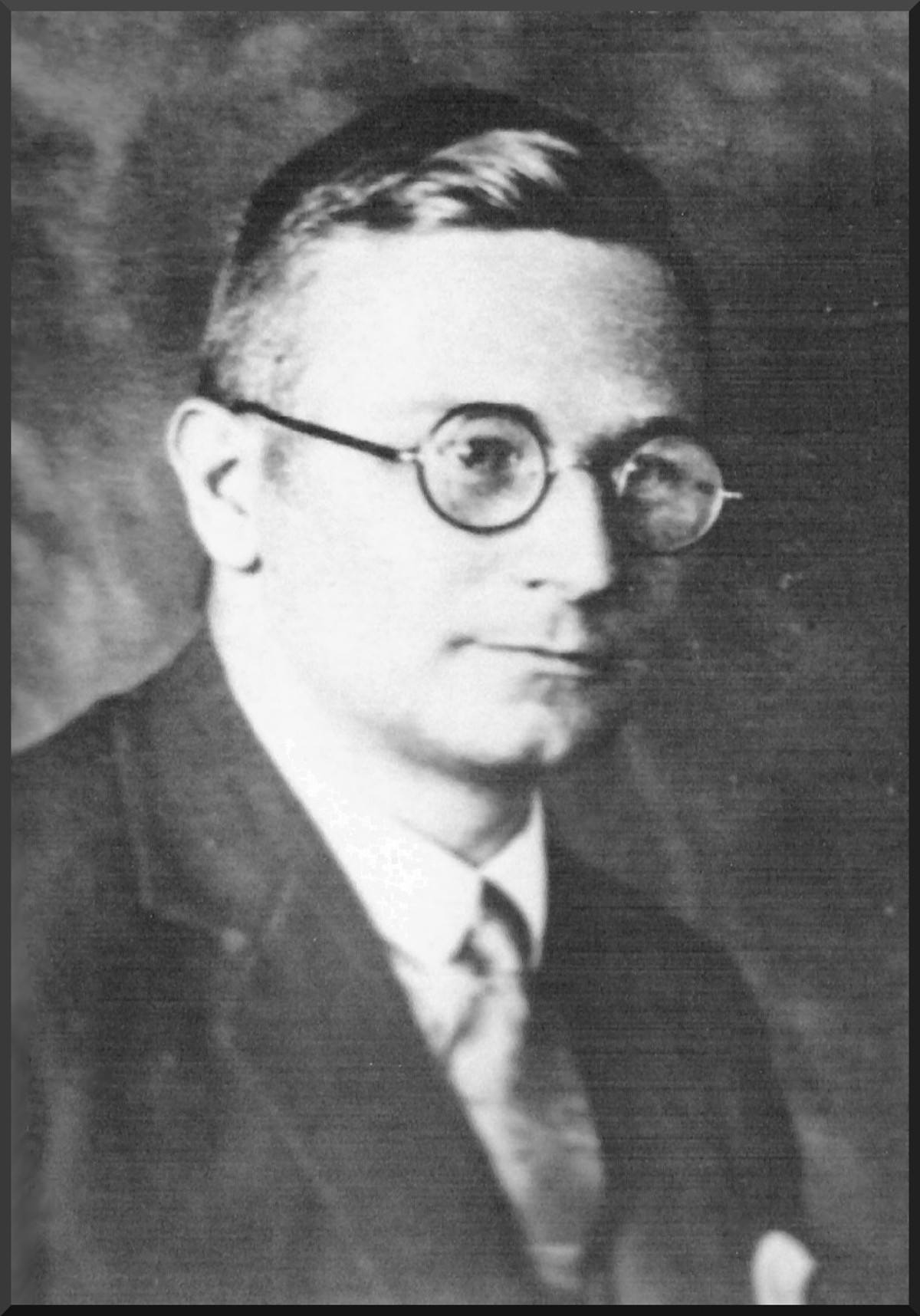
Walter Schubart (ongedateerde foto, waarschijnlijk uit de jaren 1920)

Walter Schubart (Sonneberg, 5 augustus 1897 - Kazachstan, 15 september 1942) was een Duits jurist en cultuurfilosoof.

## Levensbeschrijving
Schubart werd  in 1897 geboren in Sonneberg, in de huidige Duitse deelstaat Thüringen. Hij nam als vrijwilliger deel aan de Eerste Wereldoorlog. Daarna studeerde hij rechtsgeleerdheid in onder meer Tübingen en Jena. Van 1926 tot 1932 werkte hij als advocaat te Jena. In 1930 trouwde Schubart met de Joods-Letse Rosa Rebekka (Vera) Behrmann. Ze kregen twee kinderen. Na de machtsovername door de nazi's in 1933 vertrokken zij naar Riga.
In Riga ging Schubart werken als schrijver. Hij noemde zichzelf professor, maar het is onduidelijk of hij als hoogleraar heeft gedoceerd. In 1940 werd Letland als gevolg van het Molotov-Ribbentroppact deel van de Sovjet-Unie. Walter en Vera Schubart konden Letland niet meer verlaten. Zij stuurden hun kinderen naar Duitsland, waar zij de oorlog overleefden. In juni 1941 werd het echtpaar Schubart door de geheime politie van de Sovjet-Unie per trein vanuit Riga gedeporteerd naar Siberië. Walter Schubart stierf op 15 september 1942 in een gevangenenkamp in Kazachstan. Zijn vrouw stierf in 1943 in een vrouwenkamp in Kazachstan.

## Cultuurfilosofisch werk
De meeste werken van Schubart zijn vertaald in het Nederlands. Een belangrijk thema in zijn werk is dat de menselijke vrijheid verloren kan gaan door de verabsolutering van het materiële. De West-Europese mens is zo sterk op eigen kennis en het beheersen van de natuur gericht dat God uit de ziel van de West-Europese mens is verdwenen. Het heil moet volgens Schubart uit Azië, en met name Rusland, komen. Daar is het materialisme nog niet allesoverheersend geworden en heeft het geloof zich weten te handhaven. De geestelijke vernieuwing uit Azië kan Europa weer gezond maken. Schubart zag Friedrich Nietzsche  en Fjodor Dostojewski als exponenten van respectievelijk de westerse en de oosterse cultuur. Schubart bekritiseerde zowel het nationaalsocialisme als het bolsjewisme.